# Leicester City Stadium
El King Power Stadium (també conegut com a Leicester City Stadium) és un estadi de futbol i rugbi localitzat a Leicester, Anglaterra. És l'estadi del Leicester City, qui actualment competeix a la Premier League. Inaugurat el juliol de 2002 amb capacitat per a 32.262 aficionats tots asseguts, és el 19è estadi més gran per capacitat dins Anglaterra. L'estadi fou rebatejat amb el nom King Power, després d'un acord comercial entre aquesta empresa i el propietari del club, Vichai Raksriaksorn.

## Història

### Història i construcció
L'anterior estadi de Leicester era a Filbert Street, el qual havia estat el terreny de joc del Leicester city des de 1891. L'estadi es va anar ampliant de forma gradual, fins que el 1990, amb l'entrada en vigor de la normativa derivada delTaylor Report, que obligava a tots els clubs que juguessin a les dues màximes competicions de futbol a tenir un estadi amb seients per a tots els aficionats l'agost de 1994, els propietaris del club es van començar a plantejar la possibilitat de construir un nou estadi, a pesar que la idea inicial era que Filbert Street fos remodelat d'acord amb la nova normativa.
La remodelació de l'antic estadi, però, va coincidir amb l'ascens del Leicester City a la Premier League després d'un exili de set anys i amb el seu descens tan sols un any després. Observant el patró d'assistència es va considerar que l'estadi en tenia prou una capacitat de 21.500 espectadors.
Tanmateix, els èxits esportius de finals de la dècada de 1990 va suposar un augment d'aficionats tan elevat que suposava que a cada partit hi hagués dificultats per trobar entrades pel que la idea del canvi d'estadi va anar prenent força.
A més a més, algunes parts de l'estadi – les zones est i nord en particular – eran molt antigues.
A principis de 1998, foren anunciats els plans de construcció d'un nou estadi amb capacitat per a 40.000 espectadors que es construiria a Bede Island, per ser usat ja la temporada 2000–01, però la idea fou abandonada el gener de 2000. Aleshores, el president de l'entitat, John Elsom va buscar opcions, amb la idea que havia d'estar enllestit a l'agost de 2002.
Finalment l'opció escollida fou la de construir un nou estadi per 32.000 espectadors a prop de Freeman's Wharf. L'estadi es va acabar de construir a l'estiu de 2002, just a punt perquè el Leicester hi jugués com a local durant la temporada 2002–03. Tanmateix, no va ser un inici fàcil al nou estadi, ja que la temporada anterior l'equip havia tornat a descendir de categoria i el deute del club s'havia enfilat fins als 30 milions de £.
El rècord d'assistència de l'estadi en un partit de futbol és 32.188 en un partit de pretemporada entre el Leicester City i el Reial Madrid a l'estiu de 2011. Tot i així, aquesta marca fou superada amb 32.488 en un partit de rugbi entre Leicester Tigers i Bath l'any 2006. Això també és degut al fet que aquest partit fou jugat abans que els responsables de l'estadi es veiessin obligats a eliminar seients per permetre separar aficions rivals de futbol, reduint la capacitat de l'estadi de 32.500 a 32.262.

### Inauguració
L'estadi fou oficialment inaugurat per l'exjugador del Leicester City Gary Lineker, el 23 de juliol de 2002. Es va utilitzar un parell gegant de tisores per tallar una cinta, després d'haver arribat a l'estadi sobre un camió. El primer partit a l'estadi fou un amistós entre el Leicester City i l'Athletic Club Bilbao el 4 d'agost de 2002. El partit va acabar amb un empat a 1 i Tiko fou el primer golejador a l'estadi, mentre Jordan Stewart el primer jugador del Leicester en marcar. El attendance era aproximadament 24,000 (cap figura oficial va ser enregistrada a causa d'un problema d'ordinador). El primer partit competitiu va tenir lloc sis dies més tard i Leicester va batre Watford 2–0 davant d'una multitud de capacitat propera de 31,022. Brian Deane marcat ambdós objectius, incloent-hi l'estadi primer en jocs competitius. Leicester Va acabar la 2002–03 estació va promoure enrere al Premier Lliga, perdent només dos jocs de casa en l'estació, malgrat gastar la part primerenca de l'estació en receivership a causa dels seus deutes enormes, fins a un tracte de presa de poder va ser completat.

### Propietat
Els 37 £ milions de cost de l'estadi nou,juntament amb el descens de la Premier League, el col·lapse del mercat de fitxatges anglès a causa de la introducció de la finestra de transferència i el col·lapse d'ITV Digital va suposar que Leicester entrés en fallida poc després de mudar-se al nou estadi Birse Construction que havia construït l'estadi, i per tant, va perdre gran part de la seva inversió, es va retirar de qualsevol construcció d'un camp de futbol. Els principals perdedors d'aquesta situació foren rivals locals de Leicester, el Coventry City FC, que estaven en negociacions amb Birse per construir el seu propi estadi nou. .
Posteriorment, hi va intervenció judicial i la propietat de l'estadi va recaure en mans d'un fons d'inversió, fin que l'1 de març de 2013 l'empresa K Power Holdings Co, Ltd es va fer amb l'estadi

## Nomenclatura

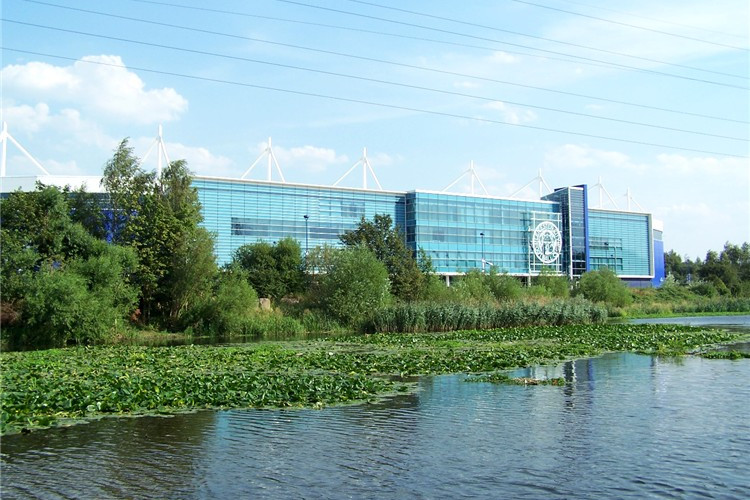
L'Estadi de Power del King del River Soar

El 2002, els antics patrocinadors de la samarreta del Leicester City, l'empresa Walkers, va signar un contracte de deu anys per als drets del nom de l'estadi. L'acord va ser reemplaçat a mitjan període, al maig de 2007 quan una altra vegada es va pagar una "suma de set xifres" per estendre el seu patrocini de l'estadi fins al 2017. Originalment l'estadi anava a ser batejat amb el nom de "Walkers Bowl", però es va abandonar la idea per la petició dels aficionats que criticaven que el nom només feia referència al patrocinador i no al Leicester City, o que feia massa referència l'esport americà. Com a resultat de la petició, el nom va ser canviat ràpidament pel de Walkers Stadium. No obstant això, alguns fans encara estaven descontents amb el nom, i s'hi referien com el crisp bowl ("bol cruixent"), en referència als productes que comercialitzava l'empresa patrocinadora. Molts fans es refereixen a l'estadi com Filbert Way després que la direcció de l'estadi conserva un vincle amb el passat. Els drets del nom van ser venuts a King Power a la temporada 2011-12.Per a la Copa del Món de Rugbi de 2015, l'estadi serà conegut com a Leicester City Stadium.

## Partits destacables

### Futbol
Durant la seva absència a l'estadi de Wembley, la selecció de futbol d'Anglaterra va jugar un partit amistós a casa davant Sèrbia i Montenegro a l'estadi el 3 de juny de 2003. Els gols de Steven Gerrard i Joe Cole van permetre a Anglaterra vèncer als balcànics per 2-1 en el debut de John Terry amb la selecció anglesa. El 12 d'octubre del mateix any,l'estadi va albergar un partit amistós internacional entre el Brasil i Jamaica, amb Roberto Carlos fent el gol decisiu.
El 20 de maig de 2006, l'estadi fou la seu de la final del play-off entre Hereford United i Halifax Town. Nou dies més tard, el camp albergava un amistós internacional de preparació per la Copa del Món de Futbol de 2006 amb Ghana derrotant a Jamaica per 4-1.
El 12 d'octubre de 2007, l'equip d'Anglaterra Sub-21 va portar a Sèrbia i Montenegro, amb victòria anglesa gper 1-0 després d'un gol de Matt Derbyshire a la primera meitat. El 30 de juliol de 2011, la ciutat de Leicester es va vestir de gala per rebre al Reial Madrid a la Npower Cup, amb un rècord d'assistència de 32.188 aficionats locals, i amb jugadors estrelles com Cristiano Ronaldo i Kaká a les files blanques. Després d'encaixar un gol de José Callejón i un altre de Karim Benzema, els homes entrenats aleshores per Sven-Göran Eriksson van escurçar distàncies a un minut del final a través d'un gol de Lloyd Dyer.

### Rugbi
El 2004, el club de rugbi amb un nombre més gran d'aficionats al Regne Unit, Leicester Tigers van considerar la possibilitat de compartir estadi amb el Leicester City, ja que el seu estadi, Welford Road fou considerat massa petit per la popularitat creixent del club. El pla inicial era que els dos clubs, es posessin d'acord per ser co-propietaris de l'estadi, però l'acord es va frustrar per les diferències entre ambdós.. A causa del lamentable estat de les finances del club de futbol, els rumors que s'estava discutint un groundsharing van continuar circulant, amb alguns suggeriments que els Tigers estaven considerant comprar l'estadi. En 2007 un groundshare permanent semblava estar descartat com Leicester Tigers va rebre el consentiment de planificació per a una important expansió del seu propi lloc Welford Road, amb un nou estand de 10.500 seients tenint Welford Road fins a una capacitat de 24.500.
No obstant això, els Tigres han jugat sis partits a l'estadi, ja sigui per aprofitar la major capacitat amb el major interès en els jocs d'alt perfil o quan les normes de competència van exigir que el partit es jugarà lluny de la seva terra natal normal. El primer partit va ser una semifinal de la Copa Heineken el 24 d'abril de 2005, els Tigres de perdre 27-19 a Tolosa. Aquest joc va atreure una multitud propera a la capacitat dels 31.883. L'1 d'abril de 2006, Tigres van perdre 15-12 a Bath en un últim quart Heineken Cup, davant d'un ple total de 32.500 que és el rècord d'assistència per a l'estadi. Això és poc probable que sigui igualat per un partit de futbol, llevat que es va ampliar l'estadi, a causa dels requisits de segregació de multituds. El tercer partit de la Copa Heineken allà el 21 d'abril de 2007, va veure Tigres van vèncer Llanelli Scarlets 33-17, en la fase semifinal de Copa d'Europa. Amb l'expansió de Welford Camí sota forma en què és probable que els únics jocs de rugbi que es jugarà a l'estadi Walkers en el futur serà la Copa d'Europa semifinals quan Leicester Tigers es dibuixen a "casa", que els permet proposar un lloc adequat Anglès lluny de la seva terra natal. També van jugar l'últim partit a casa de la temporada 2008-09 i la semifinal del play-off de la Guinness Premiership causa de la demolició de l'antic suport de Caterpillar a Welford carretera.
El 3 de desembre de 2006, Sud-àfrica va jugar un partit contra un XV mundial per commemorar el centenari del primer partit dels Springboks a l'estranger. Es promourà partits amfitriones de la Copa del Món de Rugbi 2015 d'allotjament 3 partits del grup: Argentina v Tonga, Argentina v Namíbia i Canadà v Romania.

#### Llista de partits de Rugbi
| Data            | Competència                             | Equip de casa    | Equip de casa | Fora equip          | Fora equip |
| --------------- | --------------------------------------- | ---------------- | ------------- | ------------------- | ---------- |
| 24 abril 2005   | 2004-05 Heineken Copa Semi-final        | Leicester Tigres | 19            | Toulouse            | 27         |
| 1 abril 2006    | 2005-06 Heineken Quart de Copa-final    | Leicester Tigres | 12            | Bany                | 15         |
| 3 desembre 2006 | Partit amistós                          | XV mundial       | 7             | XV de Sud-àfrica    | 32         |
| 21 abril 2007   | 2006-07 Heineken Copa Semi-final        | Leicester Tigres | 33            | Llanelli Escarlates | 17         |
| 11 abril 2009   | 2008-09 Heineken Quart de Copa-final    | Leicester Tigres | 20            | Bany                | 15         |
| 25 abril 2009   | 2008-09 Guinness Premiership, Ronda 22  | Leicester Tigres | 73            | Bristol             | 3          |
| 9 maig 2009     | 2008-09 Guinness Premiership Semi-final | Leicester Tigres | 24            | Bany                | 10         |

#### Partits de la Copa del món de Rugbi 2015
| 4 octubre 2015  | Argentina | - | Tonga   |
| 11 octubre 2015 | Argentina | - | Namíbia |
| 6 octubre 2015  | Canadà    | - | Romania |